# Статус Бреда
«Статус Бреда» (англ. Brad's Status) — комедійна драма 2017 року, світова прем'єра якого відбулась на Міжнародному кінофестивалі в Торонто.

## Сюжет
Бред Слоан очолює некомерційну організацію, має дружину Мелані та сина-підлітка Троя. Доволі скоро на хлопця очікують співбесіди стосовно вступу до вищого навчального закладу. Для цього батько та син мають летіти до Бостона, де, власне, і відбуватимуться зустрічі. Однак напередодні подорожі Бреда починають турбувати думки про те, чого він досяг в житті. Він згадує своїх товаришів по коледжу — Крейга Фішера, Джейсона Хетфілда, Біллі Віслера та Ніка Паскаля. Бред давно з ними не спілкувався, однак знає про їх успіхи в житті. Так Крейг працює в Білому домі та написав книгу, яка стала бестселером. Завдяки цьому він тепер частий гість на телебаченні. Джейсон має власний літак завдяки своєму гедж-фонду. Тому подорожі для його великої родини не є проблемою. А Біллі взагалі продав свою компанію та перебрався на Мауї. В свою чергу Нік став відомим та успішним голлівудським режисером. На їх фоні Бред виглядає як невдаха. Більше того, він непокоїться через те, що така доля може спіткати й Троя.
Однак після приїзду в Бостон Трой дещо шокує батька. Оцінки хлопця дозволяють йому претендувати на вступ до Єльського університету чи будь-якого іншого закладу країни. При цьому сам Трой сподівається на вступ до Гарварду. Проте трапляється прикра помилка, коли стає відомо, що син Бреда наплутав дні та запізнився на зустріч.
Батько намагається якось вплинути на ситуацію, розуміючи можливі наслідки для сина. Він телефонує старим друзям по коледжу, щоб ті допомогли йому організувати нову співбесіду для Троя...

## У ролях
| Актор           | Роль               |
| --------------- | ------------------ |
| Бен Стіллер     | Бред Слоан         |
| Остін Абрамс    | Трой Слоан         |
| Майкл Шин       | Крейг Фішер        |
| Дженна Фішер    | Мелані Слоан       |
| Люк Вілсон      | Джейсон Хетфілд    |
| Джемейн Клемент | Біллі Віслер       |
| Майк Вайт       | Нік Паскаль        |
| Джиммі Кіммел   | у ролі самого себе |
| Шазі Раджа      | Ананья             |

## Створення фільму

### Виробництво
У вересні 2016 стало відомо, що зйомки стрічки «Статус Бреда» режисера та сценариста Майка Вайта мають розпочатися у Бостоні та Монреалі наступного місяця. Фінансуванням і продюсуванням фільму буде займатися Sidney Kimmel Entertainment рахзом з Plan B Entertainment. Головну роль отримав Бен Стіллер, його екранного сина зіграє Остін Абрамс.

### Знімальна група
- Кінорежисер — Майк Вайт
- Сценарист — Майк Вайт
- Кінопродюсери — Девід Бернад, Деде Гарднер, Сідні Кіммел, Бред Пітт, Майк Вайт
- Кінооператор — Хав'єр Гробет
- Кіномонтаж — Гезер Персонс
- Художник-постановник — Річард Гувер
- Артдиректор — Крейг К. Льюїс
- Художник по костюмах — Алекс Бовейрд
- Підбір акторів — Мередіт Такер[4].

## Сприйняття

### Критика
Фільм отримав позитивні відгуки. На сайті Rotten Tomatoes оцінка стрічки становить 81 % на основі 97 відгуків від критиків (середня оцінка 7,0/10) і 60 % від глядачів із середньою оцінкою 3,3/5 (3 254 голосів). Фільму зарахований «стиглий помідор» від кінокритиків та «попкорн» від глядачів, Internet Movie Database — 6,8/10 (732 голоси), Metacritic — 72/100 (36 відгуків критиків) і 6,4/10 від глядачів (13 голосів).

### Номінації та нагороди
| Нагороди та номінації фільму «Статус Бреда» | Нагороди та номінації фільму «Статус Бреда» | Нагороди та номінації фільму «Статус Бреда» | Нагороди та номінації фільму «Статус Бреда» | Нагороди та номінації фільму «Статус Бреда» | Нагороди та номінації фільму «Статус Бреда» |
| Рік                                         | Кінофестиваль/кінопремія                    | Категорія/нагорода                          | Номінант                                    | Результат                                   |                                             |
| ------------------------------------------- | ------------------------------------------- | ------------------------------------------- | ------------------------------------------- | ------------------------------------------- | ------------------------------------------- |
| 2017                                        | Міжнародний кінофестиваль у Торонто         | Platform Prize                              | Майк Вайт                                   | Номінація                                   |                                             |